# Meconematinae
De Meconematinae vormen een onderfamilie van rechtvleugelige insecten die behoort tot familie van de sabelsprinkhanen (Tettigoniidae). Er zijn bijna 80 geslachten waarvan bijna de helft niet is ingedeeld bij een van de twee erkende geslachtengroepen.

## Onderverdeling
De volgende geslachtengroepen en geslachten zijn bij de onderfamilie ingedeeld:
- Tribus Meconematini
  - Geslacht Abaxinicephora Gorochov & Kang, 2005
  - Geslacht Acosmetura Liu, 2000
  - Geslacht Afroconema Gorochov, 1993
  - Geslacht Alloteratura Hebard, 1922
  - Geslacht Alloxiphidiopsis Liu & Zhang, 2007
  - Geslacht Archixizicus Gorochov, 2010 †
  - Geslacht Borneratura Gorochov, 2008
  - Geslacht Breviratura Gorochov, 2008
  - Geslacht Cecidophagula Uvarov, 1939
  - Geslacht Chandozhinskia Gorochov, 1993
  - Geslacht Cyrtaspis Fischer, 1853
  - Geslacht Decma Gorochov, 1993
  - Geslacht Dinoteratura Gorochov, 1998
  - Doicholobosa Bian, Zhu & Shi, 2017[1]
  - Geslacht Eogrigoriora Gorochov, 2010 †
  - Geslacht Euanisous Hebard, 1922
  - Geslacht Euxiphidiopsis Gorochov, 1993
  - Geslacht Exoteratura Gorochov, 2002
  - Geslacht Gonamytta Beier, 1965
  - Geslacht Indokuzicus Gorochov, 1998
  - Geslacht Indoteratura Ingrisch & Shishodia, 2000
  - Geslacht Kuzicus Gorochov, 1993
  - Geslacht Leptoteratura Yamasaki, 1982
  - Geslacht Meconema Serville, 1831
  - Geslacht Nefateratura Ingrisch & Shishodia, 2000
  - Geslacht Neoxizicus Gorochov, 1998
  - Geslacht Odonturisca Gorochov, 2008
  - Geslacht Paracosmetura Liu, 2000
  - Geslacht Paranicephora Gorochov, 2001
  - Geslacht Paraxizicus Gorochov & Kang, 2005
  - Geslacht Phlugiolopsis Zeuner, 1940
  - Geslacht Pseudokuzicus Gorochov, 1993
  - Geslacht Pseudoteratura Gorochov, 1998
  - Geslacht Shoveliteratura Shi, Bian & Chang, 2011
  - Geslacht Sinocyrtaspis Liu, 2000
  - Geslacht Sinodecma Shi, Bian & Chang, 2011
  - Geslacht Sinoxizicus Gorochov & Kang, 2005
  - Geslacht Sumatropsis Gorochov, 2011
  - Geslacht Tamdaora Gorochov, 1998
  - Geslacht Teratura Redtenbacher, 1891
  - Geslacht Xiphidiola Bolívar, 1906
  - Geslacht Xiphidiopsis Redtenbacher, 1891
  - Geslacht Xiphidonema Ingrisch, 1987
  - Geslacht Xizicus Gorochov, 1993
- Tribus Phlugidini
  - Geslacht Asiophlugis Gorochov, 1998
  - Geslacht Austrophlugis Rentz, 2001
  - Geslacht Cephalophlugis Gorochov, 1998
  - Geslacht Indiamba Rentz, 2001
  - Geslacht Lucienola Gurney, 1975
  - Geslacht Miophlugis Gorochov, 2010 †
  - Geslacht Odontophlugis Gorochov, 1998
  - Geslacht Phlugidia Kevan, 1993
  - Geslacht Phlugiola Karny, 1907
  - Geslacht Phlugis Stål, 1861
- Niet ingedeeld bij tribus
  - Geslacht Acilacris Bolívar, 1890
  - Geslacht Africariola Naskrecki, 1996
  - Geslacht Afromeconema Massa, 1997
  - Geslacht Afrophisis Jin & Kevan, 1991
  - Geslacht Amytta Karsch, 1888
  - Geslacht Amyttacta Beier, 1965
  - Geslacht Amyttella Beier, 1965
  - Geslacht Amyttopsis Beier, 1965
  - Geslacht Amyttosa Beier, 1965
  - Geslacht Anepitacta Brunner von Wattenwyl, 1891
  - Geslacht Aroegas Péringuey, 1916
  - Geslacht Asymmetricercus Mitoki, 1999
  - Geslacht Brachyamytta Naskrecki, 2008
  - Geslacht Canariola Uvarov, 1940
  - Geslacht Cononicephora Gorochov, 1993
  - Geslacht Cosmetura Yamasaki, 1983
  - Geslacht Cyrtopsis Bey-Bienko, 1962
  - Geslacht Gibbomeconema Ishikawa, 1999
  - Geslacht Grigoriora Gorochov, 1993
  - Geslacht Kinkiconocephalopsis Kano, 1999
  - Geslacht Meconemopsis Karny, 1922
  - Geslacht Microconocephalopsis Tominaga & Kano, 1999
  - Geslacht Neocononicephora Gorochov, 1998
  - Geslacht Nicephora Bolívar, 1900
  - Geslacht Nipponomeconema Yamasaki, 1983
  - Geslacht Omkoiana Sänger & Helfert, 2002
  - Geslacht Orophilopsis Chopard, 1945
  - Geslacht Paracilacris Chopard, 1955
  - Geslacht Proamytta Beier, 1965
  - Geslacht Shikokuconocephalopsis Kano, 1999
  - Geslacht Taiyalia Yamasaki, 1992
  - Geslacht Tettigoniopsis Yamasaki, 1982
  - Geslacht Thaumaspis Bolívar, 1900